# Iron Cay
Iron Cay är en ö i Bahamas.   Den ligger i distriktet Central Abaco District, i den norra delen av landet, 150 km norr om huvudstaden Nassau.